# Kronologija Domovinskog rata: rujan 1991.

### 1. rujna
- Srpski teroristi napali Daruvar, jedan civil ubijen, a 9 pripadnika Zbora narodne garde ranjeno.[1]
- JNA i srpski teroristi intenziviraju napade na Baranju.[1]
- JNA pucala na avion koji je prevozio predsjednika Tuđmana, prilikom odlaska iz Beograda.[1]
- Bitka za Doljane: pobunjeni Srbi napali Daruvar i sela na jugu daruvarske općine – Doljane i Sirač te zarobili više civila, pripadnika Narodne zaštite i policije. Hrvatske snage uspjele su spasiti većinu civila. Doljani su obranjeni. U akciji je poginuo Tihomir Vrdoljak, prva žrtva Domovinskog rata s područja Bjelovara.Borna Marinić: “Ukoliko HITNO NE DOBIJEM POJAČANJE Daruvar može pasti!” – bitka za Doljane  Domovinski rat. 1. rujna 2020. Pristupljeno 4. rujna 2020.[1]

### 3. rujna
- Hrvatska Vlada zahtijeva hitan sastanak jugoslavenskog Predsjedništva kako bi spriječila agresiju JNA protiv Hrvatske.[1]
- Tenkovska granata ispaljena iz JNA kasarne u Osijeku ubila trinaestogodišnju djevojčicu Ivanu Vujić, a njene roditelje ranila. U napadima na Osijek i okolicu ovog dana poginulo 15 osoba.Borna Marinić: Okupirana Baranja i osvojena vojarna u Sisku Hrvatska katolička mreža. 3. rujna 2020. Pristupljeno 24. rujna 2020.[1]
- Srpski teroristi, sa svojih položaja u Obrovcu, tenkovima i haubicama pucaju na strateški važan Maslenički most kraj Zadra.[1]
- Nakon jednodnevnog napada na Osijek 14 ljudi poginulo,a 28 ranjeno.[1]
- Zbog eskalacije borbi, datum početka Mirovne konferencije o Jugoslaviji hitno određen za 7. rujna. Britanski diplomat lord Carrington imenovan predsjedateljem Konferencije.[1]
- SAD optužuju Srbiju i JNA za nastavak agresije na Hrvatsku, te od njih zahtijevaju da se pridržavaju dogovorenih uvjeta prekida vatre.[1]
- Dogovoreno na Mirovnoj konferenciji da će Arbitražna komisija također započeti s radom. Komisija sastavljena od pet članova imenovanih od strane EZ. Najavljena također i plenarna sjednica ministara vanjskih poslova.[1]
- U bitci za Baranju velikosrpski osvajači okupirali Bilje, čime je palo zadnje slobodno mjesto u Baranji.[1]
- Hrvatske snage u Sisku osvojile prvi objekt JNA u Domovinskom ratu. Nakon što je ZNG ga okružila i blokirala dan prije, nakon jednodnevnih pregovora vojno-skladišni kompleks Barutana se je predao.[1]

### 4. rujna
- JNA ponovno gađala rafineriju nafte i željezaru u Sisku.[1]
- Nakon višednevnih napada srpskih terorista, hrvatsko selo Kostajnički Majur sravnjeno sa zemljom.[1]

### 5. rujna
- Vukovar pretrpio najžešći napad do sada, a centar Osijeka ponovno granatiran.[1]
- Hrvati ušli u sela Četekovac i Balinci u općini Podravska Slatina. Srpski su teroristi sela opljačkali i spalili do temelja, a stanovnike masakrirali.[1]
- Slovenija organizira izbjegličke centre u gradovima na obali, u koje će smjestiti rastući broj Hrvata koji su bili prisiljeni napustiti svoje domove zbog napada JNA i srpskih terorista.[1]

### 6. rujna
- JNA i srpski teroristi napali crkvu Sv. Petra i Pavla u Osijeku, jednu od najvećih u Hrvatskoj, te prouzrokovali veću štetu nego li je crkva pretrpjela u 2. svjetskom ratu.[1]
- Hrvatske obrambene snage odbile neprijateljski napad na Novu Gradišku.[1]
- Jugoslavenski premijer Ante Marković kritizira aktivnosti JNA u Hrvatskoj, te naređuje istragu u slučajevima gdje je upotrijebljena sila.[1]

### 7. rujna
- Hrvatski branitelji sela Tordinci pokraj Vinkovaca odbili napad JNA i srpskih terorista, pri čemu su neprijatelju nanijeli velike gubitke.[1]
- Mirovna konferencija o Jugoslaviji održava se u Haagu.[1]

### 8. rujna
- Srpski teroristi koriste sve vrste oruđa i oružja u napadu na Pakrac, ali hrvatski branitelji uspješno odolijevaju napadima.[1]
- Žestoke bitke na banijskom bojištu, Sunji i Hrvatskoj Kostajnici. U Sisku se nalazi 4.500 izbjeglica.[1]
- Vrhovno državno vijeće Hrvatske smatra kako će mirovna konferencija održana u Haagu pronaći rješenje jugoslavenske krize.[1]
- Makedonija provodi referendum za nezavisnost.[1]

### 9. rujna
- Brodovi JRM stacionirani u dubrovačkom akvatoriju pucaju na otoke Lopud i Koločep.[1]
- Samozvani ministar tzv. srpske republike krajine u Kninu, Mile Martić uhićen u Bosanskoj Krupi. Pušten 16 sati nakon uhićenja, usprkos protestima građana koji su ga željeli izručiti hrvatskim vlastima.[1]
- Međunarodni savez liberalnih partija Europe i svijeta, na svom sastanku u Luzernu, jednoglasno osudio srpsku agresiju te pozvao na hitno priznanje Slovenije i Hrvatske.[1]

### 10. rujna
- Na sastanku združenih vladinih komisija Hrvatske i Bosne i Hercegovine postignut cjelovit dogovor.[1]
- Ministarstvo rada i socijalne skrbi objavilo kako je do sada dezertiralo 569 oficira JNA, ne računajući one koji su se pridružili hrvatskim obrambenim snagama,[1]
- JNA napala dječji vrtić i franjevački samostan u Osijeku.[1]
- EZ imenovala članove Arbitražne komisije koja će sudjelovati na Mirovnoj konferenciji.[1]

### 11. rujna
- Predsjednik jugoslavenskog Predsjedništva Stipe Mesić naredio jedinicama JNA da se u roku 48 sati povuku u kasarne.[2]
- Zajedničke snage JNA i srpskih terorista napale Maslenički most kraj Zadra i postavile barikade.[2]
- Predsjednik Hrvatske dr. Franjo Tuđman poslao pismo lordu Carringtonu i Van den Broeku u kojem ih izvještava kako srpske snage i JNA nastavljaju rat protiv Hrvatske.[2]
- Američki državni sekretar James Baker, govoreći na konferenciji KESS-a u Moskvi, optužuje srpske vođe i JNA za krvoproliće u Jugoslaviji.[2]

### 13. rujna
- Predsjednik Tuđman donio odluku da se blokiraju vojne jedinice, kasarne JNA i aerodromi, jer JNA sve više intenzivira agresiju na Hrvatsku.[2]
- Drugi krug pregovora Mirovne konferencije u Haagu završio bez značajnih rezultata.[2]
- Američki Senat prihvatio rezoluciju u kojoj oštro osuđuje agresivnu politiku Srbije i JNA.[2]
- Hrvatska Kostajnica pala u ruke JNA i srpskih terorista. Pripadnici hrvatskih obrambenih snaga, koji nisu uspjeli pobjeći na bosansku stranu, uhićeni su.[2]
- Hrvatske obrambene snage na slijetanje prisilile helikopter JNA, te uhitile generala Aksentijevića.[2]
- Dva aviona JNA tipa MiG 21 prisilili putnički avion na slijetanje na zagrebački aerodrom.[2]

### 14. rujna
- Sve JNA kasarne blokirane. Mnogi vojnici dezertirali ili uhićeni.[2]
- Hrvatski branitelji Vukovara i Borova Naselja pretrpjeli velike gubitke.[2]

### 16. rujna
- Brojne kasarne JNA prešle u ruke Hrvatske vojske uključujući Slavonski Brod, Koprivnicu, Makarsku, Petrinju, Podravsku Slatinu i Lučko.[2]
- Borbeni zrakoplovi JNA raketirali su televizijske odašiljače na Sljemenu kraj Zagreba i onaj na Grbama pokraj Nina.[2]
- Hrvatske obrambene snage uništile 10 JNA tenkova blizu Osijeka. Snage JNA konstantno napadaju osječku bolnicu.[2]

### 17. rujna
- U Igalu u Crnoj Gori, primirje potpisali hrvatski predsjednik Tuđman, srpski predsjednik Milošević i jugoslavenski sekretar obrane general Veljko Kadijević, u prisustvu predstavnika EZ-a lorda Carringtona.[2]
- Borbeni zrakoplovi JNA četrdeset i osam puta preletjeli Zagreb, u vremenu od 10,00 sati ujutro do kasnih noćnih sati. Raketama pogođen TV odašiljač na Sljemenu.[2]
- Borbeni zrakoplovi JNA napali Novsku. Hrvatske snage uspjele pogoditi ratni avion tipa galeb.[2]
- Kopnene i zračne snage JNA zajedno sa srpskim teroristima napale Šibenik.[2]

### 18. rujna
- Snage JNA i srpski teroristi nastavljaju napade u svim ratnim zonama Hrvatske usprkos primirju potpisanom u Igalu.[2]
- Stanovnici Vinkovaca preživjeli najtežu noć od početka rata. Srpski teroristi zajedno s JNA napadali koristeći sve vrste oružja.[2]
- Srpski teroristi neprestano napadaju Vukovar.[2]
- Srpski teroristi napali Policijsku stanicu u Karlovcu.[2]
- Branitelji Petrinje srušili dva borbena zrakoplova JNA.[2]

### 19. rujna
- Predsjednik Tuđman u svojstvu vrhovnog zapovjednika oružanih snaga Republike Hrvatske za junačku obranu pohvalio grad Vukovar.[2]
- U Haagu održan treći krug Mirovne konferencije o Jugoslaviji.[2]
- Hrvatska vojska porazila jugovojsku i srpske teroriste u bitci za Šibenik.[2]
- Jugovojska i srpski teroristi napadaju Karlovac.[2]
- Osvojena treća vojarna JNA na području Ogulina. Hrvatske snage u Kamenici oborile neprijateljski borbeni zrakoplov.[2]
- Kasarne JNA sa sto i sedamdeset vojnika, 35 oficira i 30 civila, u Varaždinu i Čakovcu, predale se Hrvatskoj vojsci.[2]

### 20. rujna
- U jednom jedinom danu hrvatski branitelji srušili 13 aviona i dva helikoptera JNA u Osijeku, Šibeniku i na Baniji.[2]
- Bitka kod Pakova Sela i Sedramića: pobjeda hrvatskih snaga, zaustavljen 9. kninski korpus JNA.[2]
- Crnogorske jedinice JNA ušle u Hercegovinu.[2]

### 21. rujna
- Žestoke borbe u Sisku i Petrinji. Zrakoplovi JNA napali Komarevo, Šašinu Gredu, Budaševo i Petrinju te ubili i ranili 120 svojih vojnika.[3]
- Zrakoplovi JNA bombardirali i pucali na svoju vlastitu jedinicu u Opatovcu.[3]

### 22. rujna
- Hrvatski predsjednik Tuđman i general JNA Veljko Kadijević dogovorili da prekid vatre počinje u 15,00sati.[3]
- Zagreb pod kišom granata ispaljenih iz JNA kasarni diljem grada.[3]

### 23. rujna
- Unatoč potpisanom primirju, JNA i srpski teroristi nastavljaju s napadima na Hrvatsku.[3]
- Deblokirane sve hrvatske luke.[3]
- Zapadnoeuropska unija, koju sačinjava devet država, predlaže slanje mirovnih snaga UN-a u Jugoslaviju.[3]

### 25. rujna
- Hrvatski predsjednik Tuđman, srpski predsjednik Milošević i federalni sekretar obrane general Kadijević nastavili pregovore započete u Igalu.[3]
- Grad Drniš, nakon oružanog napada zauzeli pobunjeni hrvatski Srbi predvođeni tzv. martićevcima i jedinicama JNA pod zapovjedništvom pukovnika JNA Ratka Mladića. Grad je u plamenu a Srbi pljačkaju i odvoze sve do čega dođu![3]
- Postignut dogovor o povlačenju jedinica JNA iz vinkovačkih kasarni.[3]
- Hrvatski branitelji, polako ali sigurno, oslobađaju Liku od srpskih terorista. Normalan se život polako vraća u Gospić.[3]
- Ratni brodovi JNA iz ratne luke Lora napali grad Split. Gradom odjekuje snajperska vatra.[3]

### 26. rujna
- Vijeće sigurnosti UN-a jednoglasno prihvatilo rezoluciju o Jugoslaviji pod brojem 713, kojom se uvodi potpuni embargo na sve isporuke oružja i vojne opreme Jugoslaviji.[3]
- Veleposlanik SAD-a u Jugoslaviji, Warren Zimmermann susreo se s hrvatskim predsjednikom Franjom Tuđmanom i premijerom Franjom Gregurićem u Zagrebu.[3]
- U minobacačkom i artiljerijskom napadu na selo Grabovac u slunjskoj općini ubijeno troje djece i jedan starac.[3]
- JNA napustila vinkovačke kasarne.[3]
- JNA napala dubrovačko područje. Hrvatska vojska odbila napad na Molunat.[3]

### 27. rujna
- Hrvatska Vlada prihvatila rezoluciju Vijeća sigurnosti UN-a, podržala nastavak Mirovne konferencije u Haagu, te odbija dalje priznavati legalitet Saveznog izvršnog vijeća Jugoslavije.[3]
- JNA pojačava napade na Vukovar, dok hrvatski branitelji uspješno odolijevaju.[3]
- Postignut dogovor o povlačenju JNA iz Sinja.[3]
- Hrvatski ministar zdravstva dr. Andrija Hebrang upozorio na činjenicu da JNA konstantno napada bolnice i zdravstvene ustanove.[3]
- Predsjednik jugoslavenskog Predsjedništva Stipe Mesić razgovarat će sutra s američkim senatorima i glavnim tajnikom UN-a Perezom De Cuellarom.[3]

### 28. rujna
- Srpski teroristi napali Perušić u Lici. Tenkovski projektili prouzročili goleme štete na javnim zgradama.[3]
- Pojačavaju se provokacije JNA na hrvatsko-crnogorskoj granici.[3]
- Posljednje jedinice JNA napustile Korčulu.[3]
- Od zaplijenjenih sredstava iz vojno-skladišnog kompleksa Barutane u Sisku, formirana je 36. samostalna inženjerijsko pontonirska bojna Dabar.Borna Marinić: Okupirana Baranja i osvojena vojarna u Sisku Hrvatska katolička mreža. 3. rujna 2020. Pristupljeno 24. rujna 2020.[3]

### 29. rujna
- Odlazeći iz akvatorija Vele Luke, pripadnici ratne mornarice JNA uništili su skladište municije u Privali.[3]
- Dvjesto i šezdeset oficira i vojnika JNA, koji su se predali tijekom borbi u Šibeniku, oslobođeni i pušteni svojim kućama.[3]
- Kontraadmiral ratne mornarice JNA Vladimir Barović počinio je samoubojstvo, kako je istaknuo u oproštajnom pismu, poradi neslaganja s odlukama čelnih ljudi JNA.[3]

### 30. rujna
- Vojarna u Koprivnici predala se bez borbe, a 230 vojnika napustilo kasarnu samo s osobnim naoružanjem.[3]
- Hrvatski predsjednik Tuđman poslao pismo EZ-u, te zatražio od ministara da dogovore prekid vatre u Hrvatskoj na temelju Rezolucije Vijeća sigurnosti UN-a br. 713.[3]
- Agresorska Jugoslavenska ratna mornarica izvršila pomorsku blokadu dubrovačkog akvatorija.[3]